# Dreverna

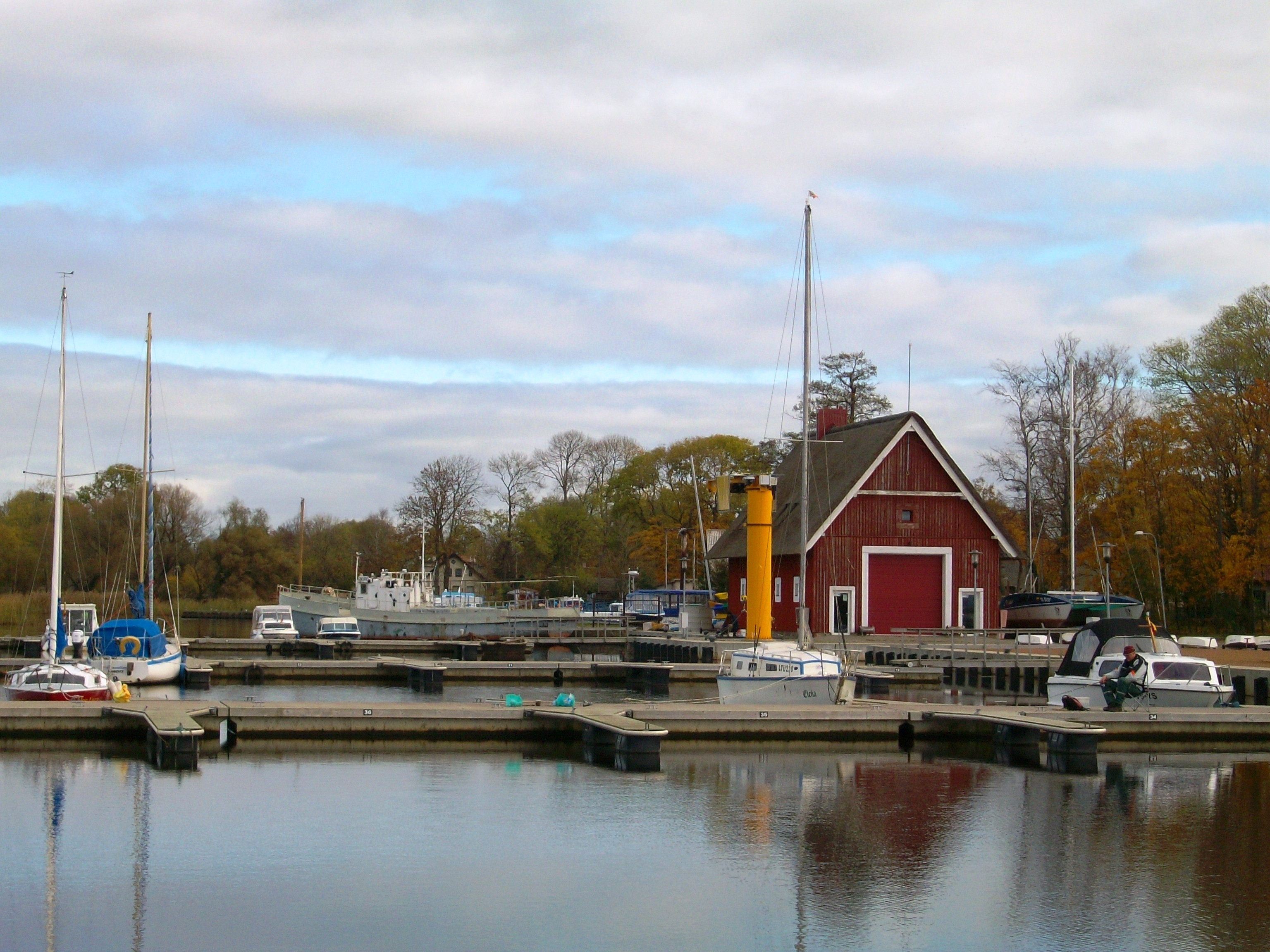
Vy från Dreverna.

Dreverna (tyska Drawöhnen) är en by i provinsen Klaipėda i västra Litauen. Dreverna, som har anor från 1200-talet, hade 617 invånare år 2001.